# Ray Enright
Ray Enright (Anderson, 25 de marzo de 1896-Hollywood, 3 de abril de 1965) fue un director y guionista de cine estadounidense.
Ingresó al mundo del cine en el año 1914, desempeñándose como editor, realizándo su debut como editor en 1927. Dirigió 73 películas entre 1927 y 1953, muchas de ellas para Warner Bros. Además, supervisó películas de comedia como algunas de Joe E. Brown, cinco de las seis duplas informales de Joan Blondell y Glenda Farrell, y más tarde dirigió varios westerns, muchos de ellos con Randolph Scott. 
Sirvió en el Cuerpo de Señales del Ejército de los Estados Unidos en Francia durante la Primera Guerra Mundial.

## Filmografía parcial

### Como director
- Tracked by the Police (1927)
- Jaws of Steel (1927)
- The Girl from Chicago (1927)
- Domestic Troubles (1928)
- Song of the West (1930)
- Golden Dawn (1930)
- Dancing Sweeties (1930)
- Scarlet Pages (1930)
- Play Girl (1932)
- Blondie Johnson (1933)
- Tomorrow at Seven (1933)
- Havana Widows (1933)
- I've Got Your Number (1934)
- Twenty Million Sweethearts (1934)
- The Circus Clown (1934)
- Dames (1934)
- The St. Louis Kid (1934)
- While the Patient Slept (1935)
- Traveling Saleslady (1935)
- Alibi Ike (1935)
- Miss Pacific Fleet (1935)
- We're in the Money (1935)
- Snowed Under (1936)
- Earthworm Tractors (1936)
- China Clipper (1936)
- Ready, Willing, and Able (1937)
- Slim (1937)
- The Singing Marine (1937)
- Swing Your Lady (1938)
- Gold Diggers in Paris (1938)
- Hard to Get (1938)
- Going Places (1938)
- The Angels Wash Their Faces (1939)
- On Your Toes (1939)
- Brother Rat and a Baby (1940)
- Teddy, the Rough Rider (1940 short)
- An Angel from Texas (1940)
- The Wagons Roll at Night (1941)
- Bad Men of Missouri (1941)
- Law of the Tropics (1941)
- Wild Bill Hickok Rides (1942)
- The Spoilers (1942)
- Sin Town (1942)
- Gung Ho! (1943)
- China Sky (1945)
- Man Alive (1945)
- One Way to Love (1946)
- Trail Street (1947)
- Albuquerque (1948)
- Coroner Creek (1948)
- Return of the Bad Men (1948)
- South of St. Louis (1949)
- Montana (1950)
- Kansas Raiders (1950)
- Flaming Feather (1952)
- The Man from Cairo (1953)

### Como guionista
- Gold Dust Gertie (1931)
- Side Show (1931)
- Local Boy Makes Good (1931)
- Fireman, Save My Child (1932)